# Мржња (филм)
Мржња (фр. La Haine; француски изговор: ) је црно-бели драмски филм који је писао, монтирао и режирао Матју Кaсовиц. Обично се објављује под својим француским називом у свету где се користи енглески језик, иако је његово америчко издање ВХС насловљено као „Мржња”. У овом филму се говори о борби за живот тројице младих пријатеља у дистрикту у Паризу. Наслов овог филма потиче од текста који је Ибер, један од тројице пријатеља споменуо: „Мржња ствара мржњу!”.

## Радња
Мржња почиње вестима о градским протестима у дистрикту у општини Шантелуп ле Вињ у близини Париза, изазване нападом и хоспитализацијом Абдела Ишаха, што је довело до напада на полицијску станицу и губитка службеног револвера током протеста. Овај филм приказује отприлике двадесет узастопних сати живота тројице Абделових пријатеља, као и свих младића имигрантских породица, који живе после протеста.
Винс је млади Јеврејин са агресивним темпераментом који има жељу да освети Абдела, критикујући све полицијске службенике, и потајно имитира Травис Бикл из филма Такси Драјвер у огледалу у свом купатилу. Ибер је афро-француски боксер и малолетни дилер дроге који непрекидно размишља о напуштању града како би нашао бољи живот одбијајући да провоцира полицију, док му је теретана где је тенирао бокс изгорела током протеста. Саид је млади северно-афрички муслиман који игра посредничку улогу између Винса и Ибера.
Њих тројица пролазе кроз свакодневицу без циља, често се налазећи под надзором полиције. Након што полиција оконча окупљање на крову зграде и тројице који непомично седе на игралишту, Винс открива двојци пријатеља да је пронашао револвер .44 магнум изгубљен током протеста, те да планира да га употреби да би убио полицијског службеника у случају да Адбел умре. Иако се Ибер не слаже са овом идејом, Винс кришом узима пиштољ са собом. Сва тројица одлазе у посету у болницу да виде Абдула, али полиција им то не допушта. Саид је ухапшен након њиховог агресивног одбијања да одступе.
Групица једва успева да побегне након што је Винс умало погодио полицајца. Седају на воз до Париза, где њихови коментари на доброћудне и злобне Парижане узрокују да неколико ситуација прерасте у опасно непријатељстово. У јавном ве-цеу, човек који је преживео Гулаг испричао им је причу о пријатељу који је одбио да се открије јавности након чега се смрзнуо до смрти, збуњујући сву тројицу о смислу ове приче.
Потом су пошли да посете Астерикса, зависника од крека који је дуговао новац Саиду, што је довело до физичког сукоба при Астерисковом покушају да натера Винса да играју руски рулет. Налетевши на садистичке полицајце у цивилу који су вербално и физички малтретирали Саида и Ибера, сва су тројица пропустили последњи воз до станице Сан-Лазар и провели ноћ на улицама.
Након што су избачени из галерије уметности и неуспешно покушали да украду аутомобил, трио остаје у тржном центру и на вестима сазнају да је Абдул мртав. Пењу се на кров са кога вређају скинхеде и полицајце, пре него што ће налетети на исту групу која је Саида и Ибера брутално претукла. Винс уз помоћ оружја прекида тучу, хватајући једног од скинхеда. Његов план да га убије показао је његову неспремност да то и учини, при чему га је Ибер вешто провоцирао да не може да се суочи са чињеницом да је његов бездушни став не приличи његовој правој природи. Винс пушта скинхеда да бежи.
Рано тог јутра, трио се враћа кући и Винс предаје пиштољ Иберу. Винс и Саид наилазе на полицајца у цивилу кога је Винс претходно вређао док је са пријатељима био на крову зграде. Полицајац хвата Винса и прети упирући му пиштољ у главу. Ибер притрчава у помоћ, али долази до случајног пуцња и Винс страда. Док Ибер и полицајац упиру пиштоље један према другом, а Саид затвара очи, чује са пуцањ, без представе о томе ко је пуцао или ко је могао бити погођен.
Овај заплет је наглашен Иберовим помало измењеним уводним текстом („ради се о друштву у слободном паду”) наглашавајући чињеницу да као што текст каже „за сада је добро”; друштву које се налази у слободном паду изгледа да иде релативно добро, до тренутка када је Винс убијен, а од тог тренутка нико не зна шта ће се догодити - што представља микрокосмос пада француског друштва кроз непријатељство у бесмислено насиље.

## Улоге
| Глумац            | Улога                |
| ----------------- | -------------------- |
| Венсан Касел      | Винс                 |
| Ибер Кунде        | Ибер                 |
| Саид Тагмауи      | Саид                 |
| Марк Дуре         | Инспектор Нотер Дама |
| Абдел Ахмад Грили | Абдел                |
| Франсоа Кувонтал  | Астерикс             |
| Беноа Мажимел     | Беноа                |
| Андре Демот       | Домар                |
| Филип Наон        | Полицијски шеф       |
| Зинедин Суалем    | Полицајац у цивилу   |
| Венсан Ландо      | Стварно пијан момак  |
| Карин Вијар       | Девојка у галерији   |
| Петер Касовиц     | Шеф галерије         |
| Матју Кaсовиц     | Скинхед              |

## Продукција
Касовиц је рекао да је добио идеју када је млади Заирац, Маком М`Бовел, упуцан 1993. Убијен је из непосредне близине док је био у полицијском притвору везан лисицама за радијатор. Саопштено је да је полицајац био бесан због Макомових речи, и да му је претио када му је пиштољ случајно опалио. Касовиц започиње да пише сценарио 6. априла 1993. године, на дан када је снимљен М`бовел. Такође је био инспирисан случајем Малака Осикина, двадесетогодишњег студента демонстранта који је умро након што га је интервентна полиција смртно претукла после масовне демонстрације 1986. године, у којој није учествовао. Oсикинова смрт спомиње се и у уводној монтажи филма. Мату Касовиц је предлжио његова лична искуства учествовао је у протестима, глумио је у многим сценама у укључује свог оца Петра Касовица у другу сцену.
Већина снимака је одрађено у Паришком предграђу Шантелуп ле Вињ. За овај филм коришћени су неоштећени снимци, снимљени од 1986-1996; протести су још увек трајали током снимања филма. Како би у ствари снимили у пројектима, Касовиц, тим продукције и глумци, преместили су се тамо три месеца пре него што ће снимање да почне. Због контраверзне теме филма седам или осам локалних француских већа је одбило да дозволи екипи филма да сниме на њиховој територији. Касовиц је био приморан да привремено преименује сценарио „Дроат д Сит”. Неки од глумаца нису били професионалци. Овај филм има документарни осећај и укључује многе ситуације које су се заснивале по истинитим догађајима.
Филмском музиком је управљала Француска жестока реп група „Асасан“, чија се песма „Јеби полицију“ („Фак д полис“) се нашла у једној од сцена филма. Један од чланова „Асасана“, Матијас „Рокин Скуат“ Крошон, је брат Венсана Касела, који у филму глуми Винса.
Овај филм је посвећен онима који су умрли, док је филм настајао.

## Реакције
Након објаве, „Мржње“ прима широку критику и био је добро прихваћен у Француској и иностранству. Филм је приказан на Канском Филмском Фестивалу 1995. Где је доживео громогласан аплауз. Касовиц је добио награду за најбољег режисера на фестивалу. Филм је имао укупно 2,042,070 гледалаца у Француској, где је био четрнаести са највећом зарадом у години.
На основу 25 рецензија прикупљене од стране Ротен Томејтоуз, филм има општу оцену одобравања критичара од 100% са просечном оценом 8.12/10. Консензус ове странице гласи: „Тврдоглав и запањујуће ефикасан, „Мржња” бескомпромисно гледа на дуготрајне друштвене и економске поделе које утичу на Париз деведесетих. Кевин Томас из „Лос Анђелес Тајмса“ је филм назвао „сировим, здравим и заносним“. Венди Ид из Тајмса изјављује да је „Мржња“ један од најефектнијих комада урбаних филмова икада направљен.
Након што је филм добро прихваћен по самом изласку у Француској, Ален Жипе, који је у то време био потпредседник Француске, наручио је специјалну пројекцију филма за кабинет на којој су министри морали присуствовати. Портпарол премијера је рекао да, упркос Жипеовим замеркама неких анти-полицијских догађаја који су присутни у филму, и даље је сматрао да је „Мржња”, „прелепо дело кинематографске уметности која нас може учинити свесним одређених реалности”.
Филм је рангиран на тридесет друго место на листи „сто најбољих филмова светске кинематографије” у магазину Емпајер, 2010. године.

## Похвале
- Најбољи режисер (Канском Филмском Фестивалу 1995) - Матју Касовиц
- Најбоља монтажа (Награда Сезар) - Матју Касовиц и Скот Стивенесон
- Најбољи филм (Награда Сезар) - Матју Касовиц
- Најбољи продуцент (Награда Сезар) - Кристоф Росињон
- Најбољи млади филм (Европске филмске награде) - Матју Касовиц
- Најбољи филм на страном језику (Награде филмског критичара из Аустралије)
- Најбољи режисер (Лимијер Аворд) - Матју Касовиц
- Најбољи филм (Лимијер Аворд) - Матју Касовиц

## Кућно издање
Мржња у Сједињеним Америчким државама је био доступан на ВХС, али није објављен на ДВД-у све док Д Критерион Колекшн није објавио издање са два диска 2007. године. Филм је приказан на многим Чарт Комуникејшн каналима. У Европи су такође објављене и ХД ДВД и Блу-реј верзије, а Критерион је филм објавио на Блу-реј у мају 2012. године. Ово издање укључује аудио коментаре Касовица, увод глумца Џоди Фостер, „Десет година мржње”, документарни филм који окупља глумачку и сниматељску екипу деценију након премијере филма, играни филм о поставци филма на платну, продукцијским снимцима и избрисаним и продуженим сценама, сваки са говором Касовица.